# Gevecht

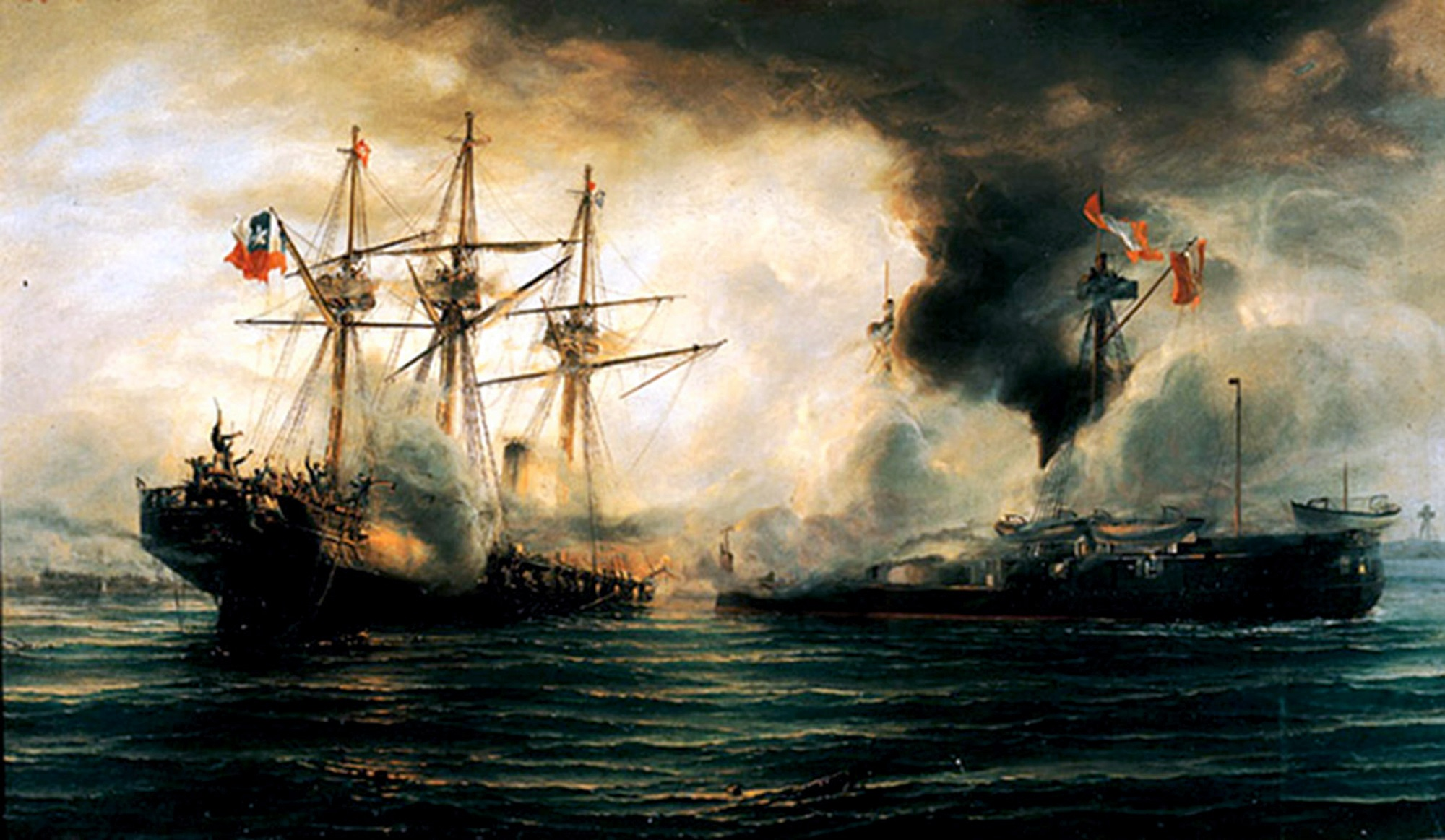
Een zeeslag in de 19e eeuw, op een schilderij van Thomas Somerscales

Een gevecht of handgemeen is een doelgericht gewelddadig conflict bedoeld om overwicht over de tegenstand te krijgen. Bij een gevecht gebruiken alle partijen geweld; vaak is er een aanvaller en een verdediger.
Bij militaire gevechtshandelingen zijn er meestal twee of meer militaire organisaties van naties die tegen elkaar vechten. Vaak valt zo'n conflict onder het krijgsrecht. Er zijn ook afspraken die het mogelijke gedrag in een conflict beperken, en de rechten van soldaten en burgers beschermen, zoals de Geneefse Conventies of de middeleeuwse ridderlijkheid.
In een vechtsport staat het sportieve gevecht centraal, bijvoorbeeld bij de sporten karate, judo of boksen. De bedoeling hier is om de tegenstander volgens de spelregels uit te schakelen. Meestal is er geen echt conflict bij een gevecht in de sport. 